# Hanns Meinke

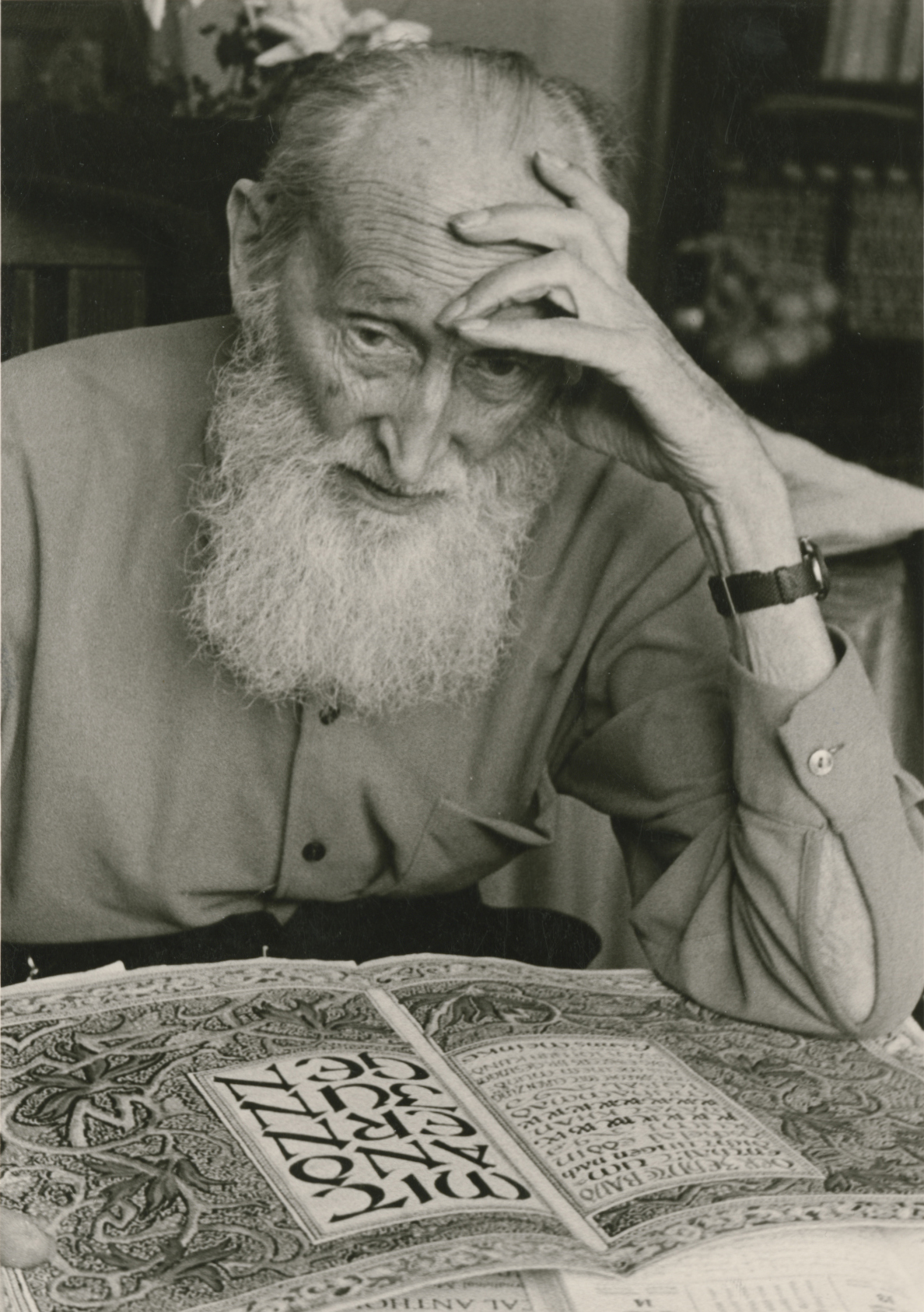

Hanns Meinke (* 12. Mai 1884 in Strasburg (Uckermark); † 12. Februar 1974 in Berlin) war ein deutscher Dichter, der sich von verschiedenen Strömungen seiner Zeit beeinflussen ließ. Was ihm gefiel, nutzte er für seine Arbeit, ohne sich von Weltanschauungen, Religionen, einzelnen Gruppen oder ihren Führern vereinnahmen zu lassen. Zunächst geprägt von Romantik und literarischem Symbolismus, orientierte er sich als Mitglied des Charonkreises an den freien Rhythmen und der mythologischen Bildlichkeit der Charonlyrik. Später wurde der Lyriker Stefan George (1868–1933) zu einem wichtigen Stilvorbild, und Meinke wandte sich strengeren Formen zu. Schließlich beschäftigte er sich mit der islamischen Sufi-Bewegung und dem persischen Mystiker und Dichter Dschalal ad-Din ar-Rumi, dessen Rubayiate er in deutscher Sprache umdichtete. Zudem übersetzte er die Gedichte des Persers Muhammad Iqbal ins Deutsche. Meinkes Prosa-Werk ist (Stand 2015) gänzlich unveröffentlicht, ebenso sein Briefwechsel mit Persönlichkeiten wie Hermann Hesse oder Rudolf Pannwitz, Albert Soergel oder Annemarie Schimmel. Als bildender Künstler hat Meinke Holzschnitte, Linolschnitte, Grafiken, Aquarelle, Zeichnungen, Skizzen, Lithographien und Scherenschnitte geschaffen.
Nachlass und Werk Hanns Meinkes werden im Hanns-Meinke-Archiv der Akademie der Künste Berlin verwaltet.

## Biografie
Meinke wurde als Johannes Bruno Meinke am 12. Mai 1884 als zehntes und letztes Kind des Töpfermeisters Hermann Karl Meinke und dessen Frau Adolphine Meinke, geb. Kietzmann, in Strasburg in der Uckermark geboren. Fünf seiner Geschwister waren zum Zeitpunkt seiner Geburt bereits gestorben. Nach Stationen in Soldin (heute Polen) und Berlin zog die Familie im Jahr 1890 nach Lichtenow im Landkreis Niederbarnim, wo der Vater die Leitung der Ofenfabrik übernahm. Meinke besuchte die einklassige Dorfschule. Weil er dort unterfordert war, bekam er zusätzlich dreimal wöchentlich Privatunterricht beim Heimatdichter und Dirigenten des Lichtenower Männergesangsvereins Emil Böhm im benachbarten Kagel. In der Kageler Zeit begann Hanns Meinke, unter anderem inspiriert von Böhm, intensiv zu lesen. Als im Elternhaus ein Kellerraum frei wurde, durfte er sich ein eigenes Zimmer samt Bibliothek einrichten, das „Hansens Boudoir“ getauft wurde. Viele seiner Bücher erhielt er von seinem Bruder Willi, der als Handelsvertreter arbeitete.
Bereits mit zehn Jahren wusste Hanns Meinke, dass er Dichter werden wollte. Mit zwölf Jahren entschied er sich für den Lehrerberuf, weil dieser ihm ein gesichertes Einkommen und genügend Zeit bieten würde, seiner Berufung als Dichter nachzugehen, von deren Brotlosigkeit er ausging. Ihm ging es beim Lehrerberuf aber nicht nur um den Broterwerb; er interessierte sich auch für „den jung erhaltenden täglichen Umgang mit den aufwachsenden Kindern“.
Nach seinem Volksschulabschluss besuchte er die Präparandenanstalt in Oranienburg, die ihn auf das Lehrerseminar in Neuzelle vorbereitete. Als Volksschullehrer arbeitete Meinke schließlich in verschiedenen Orten des Kreises Crossen an der Oder (heute Polen) und der Mark Brandenburg. Er lehrte meist in abgeschiedenen Dörfern, die ihm viel Ruhe zum ungestörten Dichten boten.
Im Jahre 1910 heiratete Meinke Anna („Anita“) Georgina Stammer. In den Jahren 1911, 1912 und 1915 kamen die gemeinsamen Kinder Edda, Ingeborg und Elmar Hans-Helmut zur Welt. Im Jahre 1933 ließ Meinke sich auf eigenen Wunsch pensionieren. Er distanzierte sich vom Nationalsozialismus und weigerte sich, der Reichsschrifttumskammer beizutreten. Nur deren Mitglieder durften offiziell „auf dem Gebiet des Schrifttums“ tätig sein, dennoch erschienen in dieser Zeit einige seiner Gedichte. Nach Meinkes Pensionierung zog die Familie nach Berlin-Neukölln und 1936 nach Königs Wusterhausen. Dort verbrachte Meinke die längste Zeit seines Lebens.
Meinkes Frau starb 1951. Nach ihrem Tod hörte Meinke auf zu dichten. Im Jahre 1959 zog er zu seinem Sohn, dem Arzt Elmar Meinke, und dessen Familie nach Berlin-Moabit. Elmar Meinke verunglückte 1971 tödlich, was seinen Vater schwer erschütterte. Am 12. Februar 1974 starb Meinke nach kurzer Krankheit und wurde auf dem Friedhof der St.-Matthias-Gemeinde (Berlin-Tempelhof) beigesetzt.

## Dichtung

### Romantik und literarischer Symbolismus
In jungen Jahren orientierte sich Hanns Meinke an der Romantik und dem literarischen Symbolismus. Er bewunderte E. T. A. Hoffmann, Edgar Allan Poe, Oscar Wilde, Charles Baudelaire, Arthur Rimbaud und Paul Verlaine. 1910 widmete er ihnen seine „Masken des Marsyas, Sechs Holzschnitte und sechs Sonette“.

### Charonkreis
Als junger Lehrer begegnete Hanns Meinke dem Kollegen Rudolf Pannwitz und über diesen Otto zur Linde, beide Gründer des Charonkreises. Im Jahre 1905 erschienen erste Gedichte Meinkes in der Zeitschrift „Charon“. „Damit war ich über Nacht ein Charontiker geworden und damit ein Antipode Stefan Georges und seines Kreises“. Das bekümmerte ihn, weil er bereits damals in Berührung mit Georges Lyrik gekommen war und eine Wesensverwandtschaft mit dem Dichter empfand.
Die Dichter des Charonkreises, ein Großteil von ihnen Lehrer, waren laut Albert Soergel Vertreter eines metaphysischen Expressionismus, die eine Sehnsucht nach dem „Unnennbaren“ und ein religiöser Ton verband. Sie verstanden sich als antidogmatisch sowie antihierarchisch und folgten in ihrer Dichtung keinen klaren Regeln. Vielmehr glaubten sie an einen von der Nachahmung unabhängigen Selbstausdruck. Damit distanzierten sie sich auch deutlich von Stefan George und seinem Kreis. Mit der Überwindung aller Metrik wollten sie den Dichter enthemmen, „denn jeder Mensch ist unerschöpfbar, wenn er nur er wäre“. Zum Charonkreis gehörten neben Rudolf Pannwitz und Otto zur Linde u. a. auch Erich Bockemühl, Max Friedlaender, Salomo Friedlaender, Else Lasker-Schüler, der Reformpädagoge Berthold Otto und Rudolf Paulsen. In seiner Zeit als Kreismitglied verwendete Hanns Meinke, wie im Charonkreis üblich, freie Rhythmen und eine mythologische Bildlichkeit. Als Rudolf von Pannwitz den Charonkreis nach einem Konflikt mit Otto zur Linde 1908 verließ und sich George annäherte, vermied Meinke es, Position zu beziehen und distanziert sich ebenfalls von dem Kreis. Die Vorliebe für den Mythos behielt Meinke bei. Gestalten wie Dionysos, Proteus oder der keltische Zauberer Merlin blieben zeitlebens Teil seiner Dichtung. Insbesondere mit Merlin identifizierte er sich zunehmend, der für ihn das Elementare, das Göttliche in der Natur verkörperte. Von den freien Rhythmen aber distanzierte er sich und setzte stattdessen zunehmend auf eine strenge Form. Als 61-Jähriger schrieb er:
Dies ist erfahrung meiner reifezeiten:

Je enger ich mir meine fesseln schmiede

Um so befreiter kann ich lichtwärts schreiten

(…)

### Stefan George
In seinen Erinnerungen an Stefan George beschreibt Hanns Meinke, wie er als Zwölfjähriger mit dem Dichter Stefan George in Berührung kam: er kaufte ein Brot, das in ein „Unterhaltungsblatt“ gewickelt war, in dem er einen Artikel über Charles Baudelaire und dessen „Fleurs du Mal“ entdeckte. Daraufhin las er das Werk, tat sich aber schwer mit dem Französischen. So stieß er auf die Übersetzung von Stefan George, die ihn nachhaltig beeindruckte: „Da fand ich mein eigenstes Wesen so klar ausgesprochen, wie ich es bisher nicht vermochte“. Er fühlte sich mit George verwandt.
Im Jahre 1911 versuchte Meinke, sich Stefan George anzunähern. Unter dem Pseudonym Magus Merlin („Vom Kinde Magus Merlin“) und ohne Absenderadresse schickte er ihm eine kunstvoll gestaltete Abschrift seines Sonettenzyklus Shakespeares Schatten. George war immerhin so beeindruckt, dass er Berthold Vallentin, Mitglied seines Kreises, bat, den Dichter ausfindig zu machen. Dies gelang ihm, und er stattete Meinke einen Besuch ab. Daraufhin ließ Meinke George drei Sonettenkränze zukommen. Als Reaktion widmete George ihm ein Gedicht:
H.M.

Ein Weiser ist wer beim getöse Vieler

Im stillen farb und tongestäb kann führen..

Doch weiser noch wem  – auch als bestem spieler –

Manchmal es frevel deucht: an harfen rühren.
Offenbar wusste George die Dichtkunst Meinkes zu schätzen, gleichzeitig übte er Kritik. Wie diese zu verstehen ist, wird unterschiedlich ausgelegt. Womöglich warf George ihm vor, nicht ernsthaft genug mit seinem Können umzugehen oder kritisierte seine Spielerei mit unterschiedlichen Formen, die vor allem ästhetisch motiviert, aber nicht ethisch begründet sei. Dies zeigte sich tatsächlich etwa in Meinkes Maximin-Gedichten, in denen er grafische und stilistische Einzelheiten sowie Themen und Strophenformen aus Georges Gedichten imitierte. Dabei interessierte ihn vor allem die ästhetische Dimension von Georges Maximin-Kult, seine ethische Grundlage spielte für ihn kaum eine Rolle. Für Georges Kritik an Meinkes Ästhetizismus spricht, dass George ihm den ersten Band des Jahrbuchs für die geistige Bewegung zukommen ließ. Das Jahrbuch, das von Mitgliedern des Georgekreises herausgegeben wurde, entfaltet dessen Weltanschauung. So kann angenommen werden, dass George hoffte, Meinke noch auf das Ethos des Kreises einschwören zu können. Doch Meinke scheute ein klares Bekenntnis. Wahrscheinlich war ihm mehr an einer Anerkennung durch George als ebenbürtiger Dichter als an einer Aufnahme in den Kreis bzw. einem Leben als George-Jünger gelegen. Die Auseinandersetzung Meinkes mit George erstreckte sich über Jahre bis nach dessen Tod. Die letzte Kontaktaufnahme erfolgte 1932. Es blieb jedoch dabei, dass er weder George persönlich begegnete noch Zutritt zu dessen Kreis erhielt.

### Pantheismus
Hanns Meinke verstand sich als Pantheist, der das Göttliche in der Natur sieht. Dies hinderte ihn nicht, 1933 vom Protestantismus zum Katholizismus zu konvertieren und sein Werk Anno Santo (1936) anlässlich der Eröffnung der Porta Sacra im Heiligen Jahr 1933 Papst Pius XI. zu widmen. Darüber hinaus beschäftigte er sich insbesondere mit der islamischen Sufi-Bewegung, aber auch mit weiteren Religionen bzw. religiösen Strömungen. So besuchte er beispielsweise einen Baptistenkongress, eine Tagung „Hinduismus und Islam als geistige Mächte in der modernen Welt“ oder eine Veranstaltung des Berliner Sufi-Ordens zu den Weltreligionen. In fortgeschrittenem Alter betrachtete Meinke sich als Reinkarnation Echnatons, vermutlich, weil der altägyptische Pharao den Sonnengott Aton anbetete, ebenso wie Meinke in den Naturelementen und ganz besonders auch in der Sonne das Göttliche sah. Religiöse Gestalten siedelte Meinke in seiner Dichtung in der Welt des Mythos an.

### Islamische Sufi-Bewegung und persische Dichter
Meinke beschäftigte sich eingehend mit der islamischen Sufi-Bewegung, die von der Einheit von Gott und Natur ausgeht. Das Göttliche in der Natur hatte Meinke schon beim keltischen Zauberer Merlin angezogen. Nun wurde der persische Dichter Dschalal ad-Din ar-Rumi (1207–1273) eines seiner mystischen sowie lyrischen Vorbilder. Orient und Okzident waren für ihn nicht mehr zu trennen, in hohem Alter trat er einem Derwisch-Orden in der Türkei bei. Im Nachruf der Zeitschrift „Castrum Peregrini“ wird Meinke als „Derwisch aus der Uckermark“ betitelt.
Rumi ich und merlin er –

auf gefegten tennen

Tanze wir, EIN element,

erntetanz der zeiten:

Flammentanz! den erdraum leer

neuen sangbarkeiten.
1926 erschienen Meinkes Umdichtungen der Rubayiate von Rumi, die er die Chymische Hochzeit Merlins und Rumis nannte. Ob er sich bei den Umdichtungen am Originaltext oder an Übersetzungen orientierte, ist nicht im Einzelnen nachweisbar. Bei seinen Übersetzungen des persischen Dichters Muhammad Iqbal (1877–1938) erhielt Meinke Unterstützung von den Orientologen Joseph Hell und Annemarie Schimmel sowie dem Imam der Berliner Moschee, Khan Durrani.

### Publikation seiner Werke
Nachdem erste Gedichte bereits 1905 in der Zeitschrift „Charon“ erschienen sind, wurden weitere in Anthologien abgedruckt, etwa in der Jugendstil-Anthologie „Keimende Gärten“ von 1910. Daneben pflegte Meinke seine Gedichte in kunstfertig mit bunter Tinte verfassten Abschriften auf edlen Papieren an Freunde und Bekannte zu verschenken. Seine Bücher sind Gesamtkunstwerke seiner Verse, eigener Holzschnitte und Zeichnungen sowie farbenprächtiger Kalligraphie. In den zwanziger Jahren gründete Meinke die Merlin-Presse. Seine dort mit Handpresse in kleiner Auflage gedruckten Texte erschienen im Weißen Ritter Verlag; später wurden einige seiner Gedichte auch bei anderen kleinen Verlagen veröffentlicht. Ab 1922 verbreitete Meinke Einzeldrucke als Lyrische Flugblätter der Merlin-Presse. Die Zeitschrift „Castrum Peregrini“ druckte regelmäßig Meinkes Gedichte,  Rumi-Ghaselen und Übersetzungen des Persers Muhammad Iqbal. Sein Prosa-Werk ist unveröffentlicht, ebenso sein Briefwechsel mit Persönlichkeiten wie Hermann Hesse, Rudolf Pannwitz, Albert Soergel oder Annemarie Schimmel. Es gelang Meinke zeitlebens nicht, einen namhaften Verlag für sich zu gewinnen.

## Werke in Auswahl
- Masken des Marsyas. Sechs Holzschnitte und sechs Sonette. Privat-Druck, o. O., 1910
- Stimme im Sturm. Gedichte. Als Handschrift gedruckt für die Neuzeller Klassengenossen (1901–1904), Streckenthin-Pritzwalk, 1916
- Die drei Sonettenkränze. Erster Sonderdruck der Merlin-Presse Weihnachten, 1918
- Merlins Zauberschlüssel. Ein Prolog. Mit Holzschnitten von Hanns Meinke. Gedruckt nach der Handschrift des Verfassers, o. O., 1918
- An Allegra. Gedichte aus den Jahren 1908–1918. Zweites lyrisches Flugblatt. Gedruckt bei Rossteutscher, Coburg 1919 (erweitert erschienen Regensburg, 1921, als Bd. 1 der Merlin-Presse)
- Die Flucht des Dionysos. Ein Vorspiel zu einem Reigen: Dionysos bei den Barbaren. Szenen aus einem Vorspiel. Drittes lyrisches Flugblatt der Merlin-Presse. Gedruckt bei Heinrich Schiele, Regensburg, 1919
- Leonardo. Ein Monolog. In der Handschrift des Verfassers als erstes lyrisches Flugblatt der Merlin-Presse. Gedruckt bei Tienken, Pritzwalk 1919
- Schall der Nacht. Gedichte. Mit handkoloriertem Titelholzschnitt, handgemaltem Buchschmuck und 10 handkolorierten Initialen in Gold. Als Handschrift gedruckt für den Dichter durch die Merlin-Presse, o. O., 1919
- Die drei Sonettenkränze. Darmstadt, Darmstädter Werkkunst Verlag, 1921
- Widmungen. Gedichte. Nach der Handschrift des Dichters gedruckt, Berlin, Der Weiße Ritter Verlag, 1922
- Zarathustras Geburt. Bruchstück aus dem Epos „Die Kentauren“. Gedichtet 1906. Nach der Handschrift des Dichters gedruckt, Berlin, der Weiße Ritter Verlag, 1922
- Gedichte und Gesänge des Kindes Merlin. Terzinen, 1908–1910, 1914. Berlin, Der Weiße Ritter Verlag, 1923
- Atemzüge des Kindes Magus Merlin. In Runen, Bildern, Rätseln, Weihworten, Bannsprüchen, Beschwörungen, Gelübten, Inschriften und Widmungen. Ein nordisches Rubajat. Berlin, Der Weiße Ritter Verlag Ludwig Voggenreiter, Merlin-Presse, 1924
- Chymische Hochzeit Merlins und Rumis. Sufische Ghaselen aus dem Diwan-i-Schems-i Täbrizi Dschel ed-Ed-Din-Rumis in deutscher Umdichtung. Chemnitz, Gesellschaft der Bücherfreunde, 1926
- Die Terzinen der Sphinx. Festgabe zum 50. Geburtstag von Max Bruns. Minden, J.C.C. Bruns, 1926
- Die Verwandlungen des Proteus. Transpositionen von zehn Kohlezeichnungen nach Gesichten des Dichters Rudolf Pannwitz. Beim Vorlesen des Liedes vom Elen im Herbst 1908. Im Linolschnitt. Halle, Burg Giebichenstein, Merlin-Presse, 1926
- Anno Santo. Hamburg, Verlag der Blätter für die Dichtung, 1936
- Gedichte. Auswahl: Karl Albin Bohacek, Hamburg, Ellermann, Das Gedicht, Blätter für die Dichtung, 2. Jg., 8. Folge, 1936
- Verwandlungen des Proteus. Darin: 10 Linolschnitte. Hamburg, Verlag der Blätter für die Dichtung, 1936
- Die wahllose Garbe. Karlsruhe, Karlsruher Bote, 1959
- Die Ballade von Roß Bayard. Reproduktion der Dichterhandschrift 1939, Berlin, 1967
- Ghaselen aus Rumis Diwan. Umdichtungen. Sufische Ghaselen. Vorklänge zur Chymischen Hochzeit. Mit einem Nachwort von Joachim Uhlmann, Berlin, Paian Druck, 1969
- Ausgewählte Dichtungen. Zusammengestellt und mit einem Nachwort versehen von Helmut Röttger, Kastellaun, A. Henn Verlag, 1977
- Drei Kränze zur chymischen Hochzeit. Karlsruhe, Karlsruher Bote, Dichterhandschriftbuch, 3, 1987
- Unveröffentlichte Prosa und Dramatik, z. B. Texte über die Erziehung zum freien Geist
- Bildkünstlerische Arbeiten: Holzschnitte, Linolschnitte, Grafiken, Aquarelle, Zeichnungen, Skizzen, Lithographien, Scherenschnitte